# Neftekamsk
Neftekamsk (russisch Нефтека́мск, tatarisch und baschkirisch Нефтекама) ist eine Großstadt mit 121.733 Einwohnern (Stand 14. Oktober 2010) in der russischen Teilrepublik Baschkortostan.

## Lage
Neftekamsk liegt an den westlichen Ausläufern des Uralgebirges im nordwestlichen Teil Baschkortostans, nahe den Grenzen zur Republik Udmurtien und zur Region Perm. In der Nähe der Stadt fließt der Fluss Kama. Die Entfernung zur Republikhauptstadt Ufa beträgt etwa 220 km, die nächstgelegene Stadt ist das 30 km entfernte Agidel.

## Geschichte
Neftekamsk ist eine relativ junge Stadt: Sie wurde 1957 mit der Erschließung eines Erdölvorkommens gegründet. Dies gab dem Ort auch seinen Namen: Neftekamsk bedeutet wörtlich „Ölstadt an der Kama“.
1963 erhielt Neftekamsk den Status einer Stadt. In den 1960er- und 1970er-Jahren entstanden im Ort weitere Industrieobjekte, die die Stadt wachsen ließen. Ende der 1980er-Jahre überstieg die Bevölkerungszahl von Neftekamsk erstmals die Großstadtmarke von 100.000 Einwohnern.
Neftekamsk bildet einen Stadtkreis, zu dem neben der Stadt selbst noch die Siedlung (bis 2005 kurzzeitig Siedlung städtischen Typs) Energetik und die Dörfer Amsja, Chmeljowka, Krym-Sarajewo, Marino, Taschkinowo und Tschischma mit zusammen 11.884 Einwohnern gehören. Die Gesamteinwohnerzahl des Stadtkreises beträgt somit 131.399 (Stand 2010).

## Bevölkerung

### Bevölkerungsentwicklung
| Jahr | Einwohner |
| ---- | --------- |
| 1959 | 2.946     |
| 1970 | 46.482    |
| 1979 | 69.586    |
| 1989 | 106.801   |
| 2002 | 122.290   |
| 2010 | 121.733   |
| 2013 | 123.540   |

Anmerkung: Volkszählungsdaten 

### Volkszugehörigkeit
Laut der Volkszählung Russlands aus dem Jahr 2010: Tataren – 31,5 %, Russen – 29,7 %, Baschkiren – 25,8 %, Mari – 9,9 %, sonstige Volkszugehörigkeit – 3,1 %.

## Wirtschaft
In Neftekamsk zählen das LKW- und Omnibuswerk NefAZ (Hauptaktionär KAMAZ) und eine Lederfabrik zu den größten Arbeitgebern. Ferner spielt in und um die Stadt die Förderung und Verarbeitung des Mineralöls, die vorwiegend vom regionalen baschkirischen Ölunternehmen Baschneft betrieben wird, eine wichtige Rolle.

## Sport
Sportliches Aushängeschild der Stadt ist der Eishockeyclub HK Toros Neftekamsk, der 1988 gegründet wurde. In den Jahren 2012, 2013 und 2015 wurden die Meisterschaften der Wysschaja Hockey-Liga gewonnen.

## Söhne und Töchter der Stadt
- Igor Muchametschin (* 1963), Vizeadmiral
- Wladimir Jakuschew (* 1968), Politiker, Gouverneur der Oblast Tjumen
- Denis Chismatullin (* 1984), Schachmeister
- Renata Chusina (* 1994), Skeletonpilotin
- Danil Achatow (* 2003), Fußballspieler